# Berbice-Nederlands
Berbice-Nederlands is een uitgestorven creooltaal, die gesproken werd in Berbice, aan de kust van Guyana. Na de verovering van Guyana door de Nederlanders in 1664 en de officiële overdracht ervan door de Engelsen in ruil voor Nieuw-Amsterdam (New York), raakte de streek van Berbice onder Nederlandse invloed. De slaven van Zeeuwse plantagehouders spraken een op het Zeeuws gebaseerde creooltaal, die ook na de overdracht van het gebied in 1815 aan de Britten bleef standhouden. In 2005 overleed Albertha Bell, de laatste spreker, op 103-jarige leeftijd. In 2010 is de taal officieel uitgestorven verklaard. Het Berbice-Nederlands is niet onderling verstaanbaar met het Skepi.
Berbice-Nederlands was een combinatie van Nederlands met de Oostelijke Ijaw-talen, die behoren tot de Niger-Congotalen. Ongeveer 57% van de woordenschat was afgeleid van het Nederlands of Zeeuws dialect, 38% van Oostelijke Ijaw, en ongeveer 1% was geleend van de inheemse Lokonotaal.

## Enkele zinnen in het Berbice-Nederlands
- O glof bi di tau kán bitjo. (Hij geloofde dat de slang hem niet kon bijten.)
- Watsa ju bringgite? (Wat heb je meegebracht?)
- Snorka kεkso ka! (Niet zo snurken!)

## Classificatie
- Creoolse talen
  - Nederlands-gebaseerde talen
    - Petjo (Nederlands-Indië)
    - Javindo (Nederlands-Indië)
    - "Mohawk Dutch" (Verenigde Staten)
    - "Negro Dutch" (Verenigde Staten)
    - Leeg Duits ("Low Dutch", "Albany Dutch", "Jersey Dutch"; Verenigde Staten)
    - Negerhollands (Amerikaanse Maagdeneilanden)
    - Skepi (Guyana)
    - Berbice-Nederlands (Guyana)
    - Afrikaans (Zuid-Afrika; doorgaans niet als creooltaal aangeduid)